# Håla
Håla är en nedsättande benämning på mindre ort, vanligen bortom storstadsregionernas sammanhängande förortsområden.

## Hålor i populärkultur
Hålor skildras ofta negativt i populärkulturella verk. Tillvaron i "hålan", ofta fylld av främlingskap, kontrasteras effektfullt mot huvudpersonens flykt, eller drömmen om flykt, till "den stora världen", där människor tänker fritt och kan utveckla sin fulla potential.  

### Exempel i litteraturen
- Yonville i Madame Bovary av Gustave Flaubert
- Allmänninge mönstersamhälle, kalkerat på Alvesta, i A.P. Rosell, bankdirektör av Vilhelm Moberg
- Jante i En flykting korsar sitt spår av Aksel Sandemose
- Hedeby, i Åminne (1970), Stenfågel (1973), Vinteride (1974) och Stadsporten (1976), av Sven Delblanc kalkerat på Vagnhärad

### Exempel i filmer
- Fucking Åmål, om Åmål (men filmad i Trollhättan)
- Storm, där Vänersborg spelar rollen som håla.

### Exempel i TV
- Byhåla, komedi där Peter Settman och Fredde Granberg drev med schablonbilden av landsortsraggare.

## Svenskt hålindex
Halvt på skämt tog skogskonsulent Börje Drakenberg fram Svenskt hålindex (SHI). SHI grundar sig på hans och hans kollegors observationer från de många mindre orter där de varit å arbetets vägnar.
Poäng beräknas baserat på om det finns skolor, kyrkor, butiker och så vidare i orten. När alla plus- och minuspoäng sammanställs med grundpoängen 10 poäng fås den slutliga summan som avgör håleindexeringen. Orter med poäng mellan 1 och 5 är "måttliga hålor". De med poäng mellan 6 och 10 är "riktiga hålor" och de med över 10 poäng är "svåra" eller "rent ut sagt förfärliga hålor".
Orter inte så långt från en betydligt större ort får sämre utbud, eftersom invånarna i samband med arbete eller skola är vana att åka till den större orten. Då är det få som efterfrågar bio/restauranger med mera i den mindre orten.
Vid den svenska tidningen Aftonbladets omröstning 2003 utsågs Fårbo, strax norr om Oskarshamn, till Sveriges ultimata håla. Fårbo fick 15 poäng på SHI.